# Penisola Shostakovich

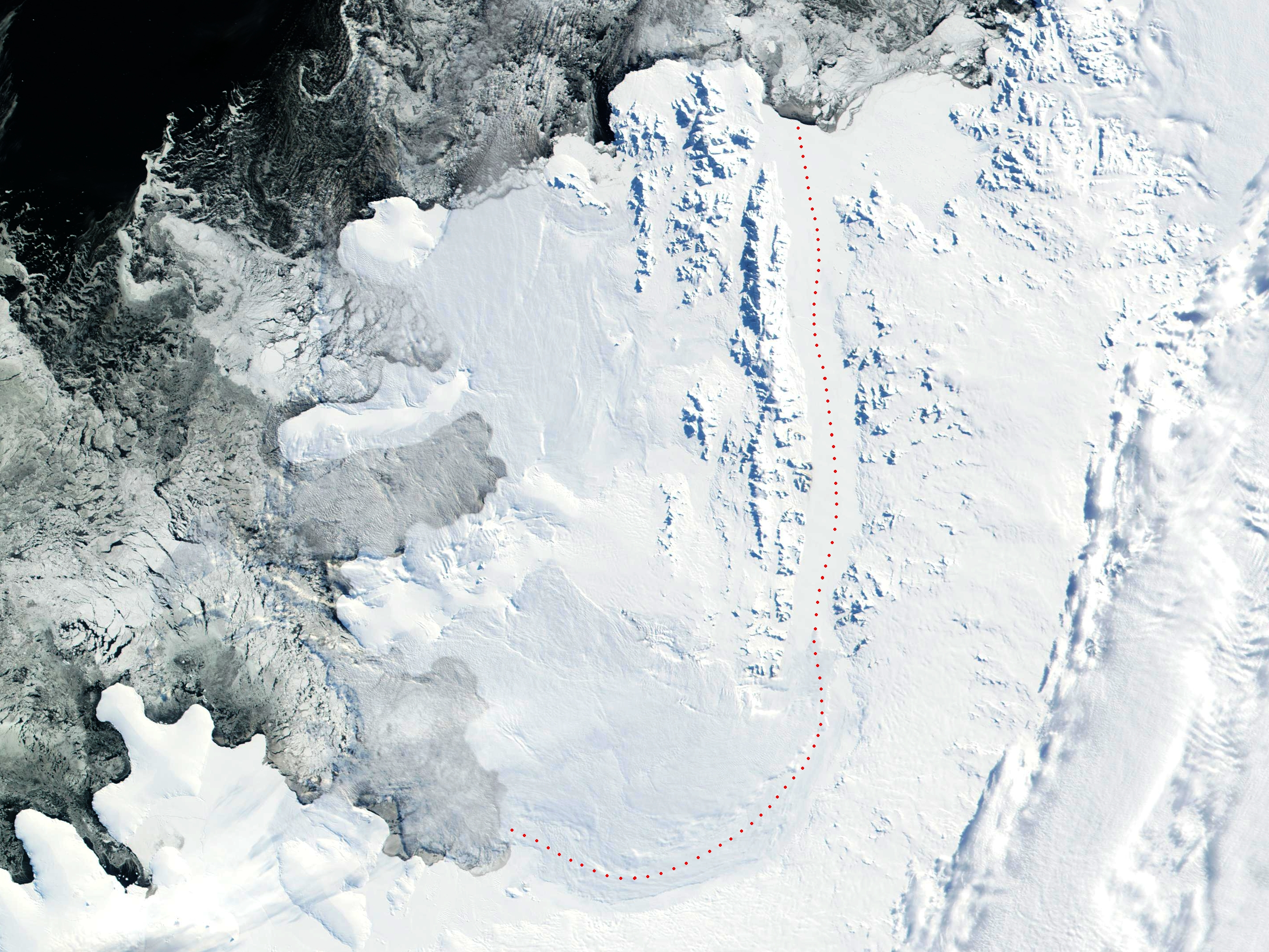
L'Isola Alessandro I

La Penisola Shostakovich è una penisola coperta di ghiaccio che si trova a nord dell'Insenatura Stravinsky e si estende nella Piattaforma di Ghiaccio Bach nel sud dell'Isola Alessandro I, in Antartide.

## Storia
La penisola è stata mappata per la prima volta dal Directorate of Overseas Surveys dalle immagini satellitari dell'Antartide fornite dalla National Aeronautics and Space Administration degli Stati Uniti in collaborazione con gli U.S. Geological Survey. Fu chiamata così dal Comitato dei Nomi dei Luoghi Antartici del Regno Unito dal nome del compositore russo Dmitri Shostakovich,  (1906-1975). La Penisola Shostakovich è una delle otto penisole dell'Isola Alessandro I.